# Szczebzawod (przystanek kolejowy w Rosji)
Szczebzawod, 604 km (ros. Щебзавод, 604 км) – przystanek kolejowy w pobliżu miejscowości Bieriezka, w rejonie siebieskim, w obwodzie pskowskim, w Rosji. Położony jest na linii Moskwa – Siebież.
Przystanek obsługuje pracowników pobliskiej fabryki wyrobów żelbetowych, należącej do Kolei Rosyjskich.